# 佐古站
佐古站（日语：／ Sako eki */?）是位於日本德島縣佐古二番町，隸屬於四國旅客鐵道（JR四國）的鐵路車站。車站編號為T01/B01。本站是高德線及德島線的交會車站，但由於兩線列車都在鄰站德島站發車，因此僅普通列車在此停靠。本站原為地面車站，1993年改為高架站。地下為車站大廳、巴士總站及公共設施，二樓則為月台。

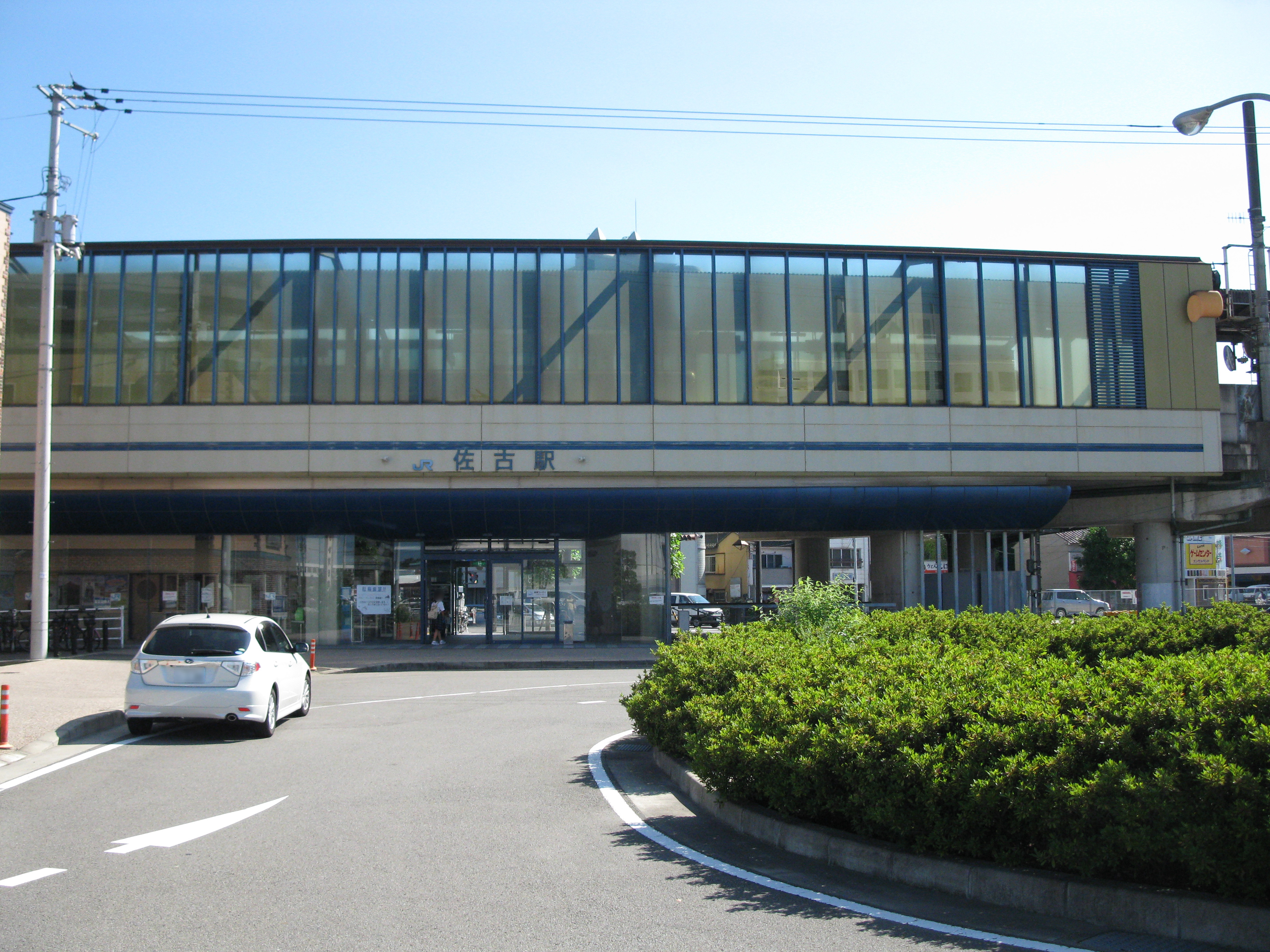
北口（2010年8月）

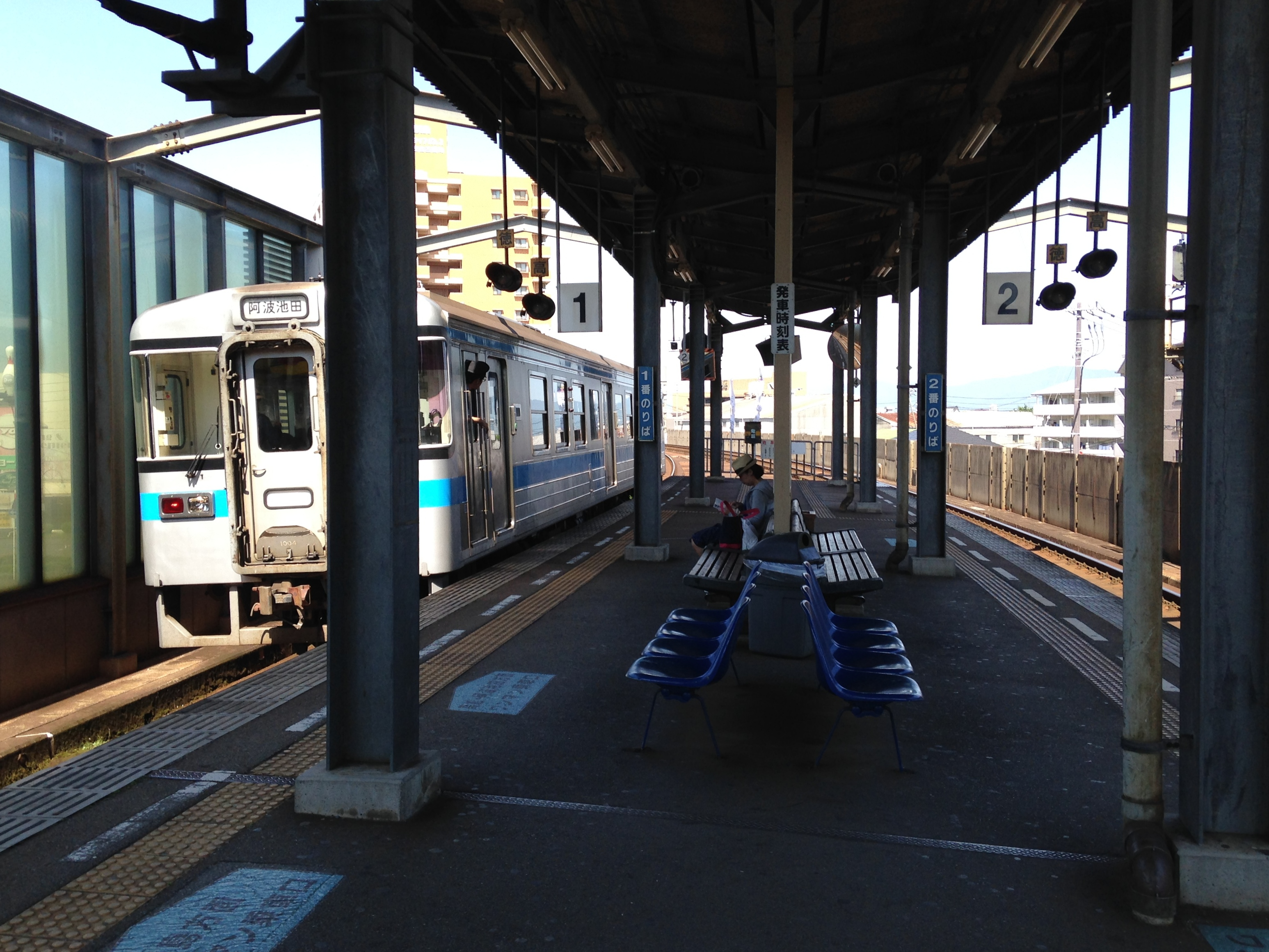
月台（2016年5月）

## 車站結構
本站現時為第二代的高架車站。第一代站房為建於地面的單層木製建築。因應高德線及德島線高速化及減少路面平交道，於1990年代初改建為高架車站，並於1993年完工啟用。現時地下為車站大廳，提供售票處（但沒有綠窗口）、自動售票機及小商店。旁邊為巴士站及的士站，亦有單車停泊處。沿扶手電梯、樓梯或升降機能到達二樓候車月台。
站內設有島式月台1個，並提供1面2線的配置。雖然車站前後都是雙線路段，但其實是德島線和高德線／鳴門線的單軌並排路段。原則上不論上下行，兩線列車絕大部份時間都只會在自己所屬的月台靠站，可以看成為兩個獨立的側式月台的。但如遇上避車或其他原故，可以利用兩邊的轉轍器，把待避列車轉至另一邊的月台等候。兩邊的有效長度為皆為3卡。

### 月台配置
| 月台 | 路線                    | 方向 | 目的地             | 備註              |
| ---- | ----------------------- | ---- | ------------------ | ----------------- |
| 1    | ■德島線                 | 上行 | 德島、阿南方向     |                   |
| 1    | ■德島線                 | 下行 | 穴吹、阿波池田方向 |                   |
| 2    | ■高德線 （包括■鳴門線） | 下行 | 德島、阿南方向     | 一部分停靠1號月台 |
| 2    | ■高德線 （包括■鳴門線） | 上行 | 高松、鳴門方向     | 一部分停靠1號月台 |

- ：根據JR的定義，德島線往德島方向為上行，高德線往德島方向為下行。

## 歷史
- 1935年3月20日：國鐵「撫養線」由吉成站延伸至本站，同時亦成為德島本線的新中途站。
- 1987年4月1日：日本國鐵分割民營化，車站的營運由JR四國繼承。
- 1993年7月27日：車站高架化。
- 2024年3月16日：終日無人化[4][1]。

## 相鄰車站
四國旅客鐵道（JR四國）
■高德線（包括直通■鳴門線列車）
吉成（T02）－佐古（T01）－德島（T00）
■德島線
（德島－）佐古（B01）－藏本（B02）

## 外部連結
- JR四國佐古站 （页面存档备份，存于）